# 休公
休公（きゅうこう、? - 紀元前363年）は、戦国時代の宋の君主（在位前385年 - 前363年）。姓は子、名は田。悼公の子。悼公の後をうけて宋国の君主となった。在位23年で死去した。